# Evadare din New York
Escape from New York (1981) este un film științifico-fantastic regizat de John Carpenter. În rolurile principale joacă actorii Kurt Russell și Lee Van Cleef. Scenariul este scris de John Carpenter împreună cu Nick Castle.  Filmul are o continuare, Evadare din Los Angeles (1996).

## Prezentare
Filmul are acțiunea într-un viitor apropiat în care întreaga Insulă Manhattan din New York a fost transformată într-o închisoare federală de maximă securitate. Fost-soldatul Snake Plissken (Kurt Russell) are 24 de ore să-l găsească pe președintele Statelor Unite ale Americii care a fost capturat după prăbușirea aeronavei prezidențiale Air Force One.

## Distribuție
- Kurt Russell - Snake Plissken
- Lee Van Cleef - Bob Hauk
- Ernest Borgnine - Cabbie
- Donald Pleasence -  Președinte al Statelor Unite ale Americii
- Isaac Hayes - Duce de New York City
- Harry Dean Stanton - Harold "Brain" Hellman
- Adrienne Barbeau - Maggie
- Tom Atkins - Rehme
- Charles Cyphers -  Secretar de Stat
- Joe Unger - Taylor  (numai în scene șterse)
- Frank Doubleday - Romero
- John Strobel - Cronenberg
- Season Hubley - Fata din Chock Full o' Nuts
- Ox Baker - Slag, luptătorul
- Debra Hill - vocea computerului (nemenționat)
- Jamie Lee Curtis -  narator prefațator  (nemenționat

## Vezi și
- Listă de filme SF de acțiune
- Listă de filme distopice